# Khủng hoảng kinh tế (Marx)
Khủng hoảng kinh tế, là sự suy giảm các hoạt động kinh tế kéo dài và trầm trọng hơn cả suy thoái trong chu kỳ kinh tế.
Một định nghĩa khác với cách hiểu ngày nay là trong học thuyết Kinh tế chính trị của Mác-Lênin. Từ ngữ này chỉ khoảng thời gian biến chuyển rất nhanh sang giai đoạn suy thoái kinh tế. Bài viết này chủ yếu về khái niệm Khủng hoảng kinh tế của Karl Marx vốn vẫn được dùng thịnh hành trong Kinh tế chính trị Marx. Khủng hoảng kinh tế đề cập đến quá trình tái sản xuất đang bị suy sụp tạm thời. Thời gian khủng hoảng làm những xung đột giữa các giai tầng trong xã hội thêm căng thẳng, đồng thời nó tái khởi động một quá trình tích tụ tư bản mới.
Nhiều nhà quan sát sự áp dụng của học thuyết Marx cho rằng tự bản thân Karl Marx không đưa ra kết luận cuối cùng về bản chất của khủng hoảng kinh tế trong chủ nghĩa tư bản. Thực vậy, những nghiên cứu của ông gợi ý nhiều lý luận khác nhau mà tất cả chúng đều gây tranh cãi. Một đặc điểm chủ yếu của những lý luận này là khủng hoảng không phải ngẫu nhiên và không tự nhiên mà nó bắt nguồn từ bản chất của chủ nghĩa tư bản với vai trò là một hình thái xã hội. Marx viết, "cản trở của nền sản xuất tư bản chính là tư bản".
Những lý luận này bao gồm:
- Xu hướng suy giảm tỷ suất lợi nhuận. Tích tụ tư bản gắn liền xu hướng chung của mức độ tập trung tư bản. Điều này tự nó làm giảm tỷ suất lợi nhuận rồi kìm hãm chủ nghĩa tư bản và có thể đưa đến khủng hoảng.
- Tiêu thụ dưới mức. Nếu giai cấp tư sản thắng thế trong cuộc đấu tranh giai cấp với mục đích cắt giảm tiền lương và bóc lột thêm lao động, nhờ đó tăng tỷ suất giá trị thặng dư, khi đó nền kinh tế tư bản đối mặt với vấn đề thường xuyên là nhu cầu tiêu dùng không tương xứng với quy mô sản xuất và tổng cầu không tương xứng với tổng cung.
- Sức ép lợi nhuận từ lao động. Tích tụ tư bản có thể đẩy nhu cầu thuê mướn tăng lên và làm tăng tiền lương. Nếu tiền lương tăng cao sẽ ảnh hưởng đến tỷ suất lợi nhuận và khi đạt đến một mức độ nhất định sẽ gây ra suy thoái kinh tế.

Về mặt lý luận, ít nhất những quan điểm trên không mâu thuẫn với nhau và có thể đóng vai trò là những nội dung trong một học thuyết tổng hợp về khủng hoảng kinh tế.